# Sonronius binotata
Sonronius binotata är en insektsart som beskrevs av Sahlberg 1871. Sonronius binotata ingår i släktet Sonronius och familjen dvärgstritar. Inga underarter finns listade i Catalogue of Life.